# 瓜西莫縣
瓜西莫縣（西班牙語：Cantón de Guácimo），是哥斯達黎加的縣份，位於該國東部，由利蒙省負責管轄，首府設於瓜西莫，面積576.48平方公里，海拔高度78米，2011年人口41,266人，人口密度每平方公里71.58人。